# Ngargosari (Sukorejo)
Ngargosari is een bestuurslaag in het regentschap Kendal van de provincie Midden-Java, Indonesië. Ngargosari telt 2074 inwoners (volkstelling 2010).